# King Island Pluton

Die Ausdehnung des Anahim-Vulkangürtels mit dem King Island Pluton

Der King Island Pluton ist eine Intrusion aus syenitischem und alkalischem Granit aus dem Mittel- bis Ober-Miozän an der Central Coast der kanadischen Provinz British Columbia. Er ist mehr als 20 km lang und 2,5 km breit und erstreckt sich von King Island im Westen bis zum Festland im Osten. Der Pluton tritt in 1000 m langen Klippen entlang des Dean Channel und des Burke Channel westlich von Bella Coola zutage.
Der King Island Pluton ist petrographisch den Schildvulkanen im zentralen Anahim-Vulkangürtel ähnlich. Demzufolge wird der Pluton als die Magmakammer eines nicht mehr existenten vulkanischen Zentrums angesehen, das inzwischen vollständig erodiert ist. Zur Zeit seiner Entstehung lag der Pluton 2 bis 5 km unter der Erdoberfläche.